# Walter Hentschel (Architekt)
Walter Louis Gotthilf Hentschel (* 8. Mai 1856 in Berlin; † 8. Januar 1923 ebenda) war ein deutscher Architekt.

## Leben und Werk
Walter Hentschel war ein Sohn des Berliner Kaufmanns Carl Heinrich Robert Hentschel und dessen Ehefrau Ernestine Wilhelmine. Nach einem Architekturstudium und bestandener Baumeister-Prüfung betrieb er zusammen mit seinem Bruder Paul (1853–1914), der ebenfalls Architekt war, von 1885 bis 1889 ein Atelier für Architektur und Bauausführung. In dieser Zeit errichteten sie für Arnold von Siemens die Siemens-Villa am Kleinen Wannsee. Danach trennten sich die Brüder und betrieben eigene Architekturbüros. Walter Hentschel spezialisierte sich auf Theaterbauten. 1895/1896 errichtete er das Urania-Gebäude in der Taubenstraße 48–49, 1904 folgte das Lustspielhaus in der Friedrichstraße 236 und 1907 bis 1908 errichtete er den Eispalast in der Lutherstraße (später Martin-Luther-Straße 20–24) und das Neue Operetten-Theater am Schiffbauerdamm.